# Arboledas, Colombia
Arboledas är en ort i Colombia.   Den ligger i departementet Norte de Santander, i den norra delen av landet, 400 km norr om huvudstaden Bogotá. Arboledas ligger 940 meter över havet och antalet invånare är 2 702.
Terrängen runt Arboledas är bergig söderut, men norrut är den kuperad. Arboledas ligger nere i en dal. Runt Arboledas är det ganska glesbefolkat, med 42 invånare per kvadratkilometer. Närmaste större samhälle är Durania, 17,5 km nordost om Arboledas. I omgivningarna runt Arboledas växer i huvudsak städsegrön lövskog.